# Rapina del secolo a Beverly Hills
Rapina del secolo a Beverly Hills (The Taking of Beverly Hills) è un film statunitense del 1991 diretto da Sidney J. Furie.

## Trama
Un giovane delinquente David Hayes escogita un piano per ripulire l'intera Beverly Hills. Dopo aver fatto evacuare gli abitanti con un allarme chimico, grazie alla complicità dei poliziotti corrotti che dovrebbero proteggere il quartiere, ha inizio la gigantesca rapina, ma si compie un'intera battaglia.